# Armistice Day (album)
Armistice Day (sottotitolato  Live at the Domain, Sydney) è un album dal vivo del gruppo musicale australiano Midnight Oil, pubblicato nel 2018.

## Tracce

### CD 1
1. Armistice Day - 5:01
2. Read About It - 3:59
3. Hercules - 4:28
4. Section 5 (Bus To Bondi) - 3:11
5. Treaty (featuring Yirrmal Marika) - 3:18
6. Beds are Burning - 5:12
7. Ships of Freedom - 3:30
8. Warakurna - 4:50
9. US Forces - 4:29
10. Blue Sky Mine - 4:16
11. Stand in Line - 5:56
12. Power and the Passion - 6:58
13. Forgotten Years - 4:39

### CD 2
1. Redneck Wonderland - 3:13
2. Don't Wanna Be the One - 3:00
3. Put Down That Weapon - 4:27
4. Kosciusko - 4:47
5. Only the Strong - 5:17
6. The Dead Heart - 7:51
7. No Time for Games - 6:13
8. Short Memory - 5:52
9. Truganini - 4:45
10. Dreamworld - 4:03
11. Golden Age - 3:28
12. Sometimes - 5:00
13. King of the Mountain - 4:14

## Formazione
- Peter Garrett – voce
- Jim Moginie  – chitarra, tastiera, voce
- Bones Hillman – basso, voce
- Rob Hirst – batteria, voce
- Martin Rotsey – chitarra